# Irish League 1928-1929
L'Irish League 1928-1929 è stata la 35ª edizione della prima divisione del campionato nordirlandese di calcio.
Il campionato era formato da quattordici squadre e il Belfast Celtic vinse il titolo.

## Classifica finale
| Pos. | Squadra        | G  | V  | N | P  | GF  | GS  | Punti |
| ---- | -------------- | -- | -- | - | -- | --- | --- | ----- |
| 1    | Belfast Celtic | 26 | 22 | 4 | 0  | 116 | 23  | 48    |
| 2    | Linfield       | 26 | 19 | 1 | 6  | 88  | 44  | 39    |
| 3    | Glentoran      | 26 | 15 | 3 | 8  | 82  | 62  | 33    |
| 4    | Distillery     | 26 | 15 | 2 | 9  | 71  | 58  | 32    |
| 5    | Coleraine      | 26 | 13 | 4 | 9  | 63  | 53  | 30    |
| 6    | Ballymena      | 26 | 10 | 8 | 8  | 64  | 54  | 28    |
| 7    | Bangor         | 26 | 10 | 6 | 10 | 49  | 54  | 26    |
| 8    | Glenavon       | 26 | 8  | 8 | 10 | 61  | 63  | 24    |
| 9    | Ards           | 26 | 9  | 5 | 12 | 55  | 64  | 23    |
| 10   | Newry Town     | 26 | 9  | 4 | 13 | 47  | 58  | 22    |
| 11   | Portadown      | 26 | 10 | 2 | 14 | 52  | 76  | 22    |
| 12   | Larne          | 26 | 8  | 4 | 14 | 51  | 72  | 20    |
| 13   | Cliftonville   | 26 | 3  | 4 | 19 | 32  | 73  | 10    |
| 14   | Queen's Island | 26 | 2  | 3 | 21 | 53  | 130 | 7     |

G = Partite giocate; V = Vittorie; N = Nulle/Pareggi; P = Perse; GF = Goal fatti; GS = Goal subiti; 